# Светско првенство у пливању 2015 — 200 м делфин за мушкарце
Такмичење у пливању у дисциплини 200 метара делфин стилом за мушкарце на Светском првенству у пливању 2015. одржано је 4. (квалификације и полуфинала) и 5. августа (финале) 2015. године као део програма Светског првенства у воденим спортовима. Трке су се одржавале у базену Казањске арене у граду Казању (Русија).
За трке је било пријављено укупно 40 такмичара из 33 земље. Титулу светског првака из 2013. није успео да одбрани јужноафрички пливач Чад ле Кло који је у финалној трци за свега 20 стотих делова секунде изгубио од Мађара Ласла Чеха који је на тај начин постао новим светским прваком. Бронзану медаљу освојио је репрезентативац Пољске Јан Свитковски.
Репрезентативац Босне и Херцеговине Михајло Чепркало наступио је у квалификацијама где је заузео 36. место испливавши деоницу од 200 метара за 2:05,64 минута.

## Освајачи медаља
|                 | Резултат |                  | Резултат |                      | Резултат |
|                 |          |                  |          |                      |          |
| Ласло Чех (HUN) | 1:53,48  | Чад ле Кло (RSA) | 1:53,68  | Јан Свитковски (POL) | 1:54,10  |

## Званични рекорди
Пре почетка такмичења званични свестки рекорд и рекорд шампионата у овој дисциплини су били следећи:
| Рекорд                     | Име               | Резултат | Место         | Датум         |
| -------------------------- | ----------------- | -------- | ------------- | ------------- |
| Светски рекорд             | Мајкл Фелпс (USA) | 1:51,51  | Рим (Италија) | 29. јул 2009. |
| Рекорд светских првенстава | Мајкл Фелпс (USA) | 46,91    | Рим (Италија) | 29. јул 2009. |

Током трајања трка на овом првенству нису постављени нови рекорди у овој дисциплини.

## Земље учеснице
За трке на 200 метара делфин стилом било је пријављено укупно 40 такмичара из 33 земље, а свака од земаља могла је да пријави максимално два такмичара по утрци.
| - Аустралија (2) - Белгија (1) - Боливија (1) - БИХ (1) - Бразил () - Венецуела (1) - Грузија (1) - Грчка (1) - Данска (1) | - Израел (1) - Индија (1) - Италија (1) - Јапан (2) - Јужна Африка (2) - Катар (1) - Кина (1) - Кинески Тајпеј (1) | - Колумбија (1) - Мађарска (1) - Мароко (1) - Немачка (1) - Нови Зеланд (1) - Пољска (1) - Португал (1) - Румунија (1) | - Русија (2) - Сингапур (2) - Сирија (1) - САД (2) - Словенија (1) - Филипини (1) - Чешка (1) - Швајцарска (1) |

## Квалификације
У квалификацијама је наступило 40 пливача из 33 земље. Пливало се у укупно 4 квалификационе групе са по 10 такмичара. Пласман у полуфинале обезбедило је 16 пливача са најбољим временима квалификација. Квалификационе трке пливане су 4. августа, у јутарњем делу програма са почетком у 10:15 по локалном времену.
| ПЛ. | КТ. | Ст | Пливач                | Репрезентација | Време   | Нап. |
| --- | --- | -- | --------------------- | -------------- | ------- | ---- |
| 1.  | 3   | 4  | Ласло Чех             | Мађарска       | 1:53,71 | КВ   |
| 2.  | 3   | 3  | Виктор Бромер         | Данска         | 1:54,47 | КВ   |
| 3.  | 4   | 4  | Даија Сето            | Јапан          | 1:55,60 | КВ   |
| 4.  | 4   | 3  | Јан Свитковски        | Пољска         | 1:55,78 | КВ   |
| 5.  | 2   | 5  | Леонардо де Деус      | Бразил         | 1:55,83 | КВ   |
| 6.  | 2   | 3  | Тајлер Клери          | САД            | 1:55,86 | КВ   |
| 7.  | 4   | 5  | Масато Сакај          | Јапан          | 1:55,97 | КВ   |
| 8.  | 4   | 2  | Дејвид Морган         | Аустралија     | 1:56,05 | КВ   |
| 9.  | 3   | 5  | Том Шилдс             | САД            | 1:56,12 | КВ   |
| 10. | 2   | 7  | Стефанос Димитријадис | Грчка          | 1:56,23 | КВ   |
| 11. | 3   | 7  | Себастијен Русо       | Јужна Африка   | 1:56,29 | КВ   |
| 12. | 4   | 6  | Луис Крунен           | Белгија        | 1:56,33 | КВ   |
| 13. | 3   | 6  | Џозеф Скулинг         | Сингапур       | 1:56,85 | КВ   |
| 14. | 2   | 4  | Чад ле Кло            | Јужна Африка   | 1:56,92 | КВ   |
| 14. | 2   | 6  | Грант Ирвин           | Аустралија     | 1:56,92 | КВ   |
| 16. | 4   | 8  | Александар Кунерт     | Немачка        | 1:57,28 | КВ   |
| 17. | 2   | 0  | Јан Шефл              | Чешка          | 1:57,63 |      |
| 18. | 3   | 2  | Франческо Павоне      | Италија        | 1:57,69 |      |
| 19. | 4   | 7  | Јевгениј Коптелов     | Русија         | 1:58,06 |      |
| 20. | 2   | 1  | Ванг Пудунг           | Кина           | 1:58,20 |      |
| 21. | 4   | 1  | Ке Џенгвен            | Сингапур       | 1:58,32 |      |
| 22. | 3   | 0  | Александру Кочи       | Румунија       | 1:58,43 |      |
| 23. | 2   | 8  | Роберт Жбогар         | Словенија      | 1:58,55 |      |
| 24. | 4   | 0  | Нилс Лис              | Швајцарска     | 1:58,76 |      |
| 25. | 3   | 1  | Хао Јуен              | Кина           | 1:59,04 |      |
| 26. | 2   | 2  | Александар Кудашев    | Русија         | 1:59,33 |      |
| 27. | 3   | 9  | Гал Нево              | Израел         | 1:59,45 |      |
| 28. | 4   | 9  | Маркос Лавадо         | Венецуела      | 1:59,85 |      |
| 29. | 1   | 5  | Еснајдер Леарес       | Колумбија      | 2:01,13 |      |
| 30. | 3   | 8  | Нуно Квинтаниља       | Португал       | 2:01,46 |      |
| 31. | 1   | 3  | Саџан Пракаш          | Индија         | 2:01,63 |      |
| 32. | 1   | 6  | Џеси Лакуна           | Филипини       | 2:03,84 |      |
| 33. | 1   | 4  | Бредли Ешби           | Нови Зеланд    | 2:04,31 |      |
| 34. | 2   | 9  | Хсу Чи-чех            | Кинески Тајпеј | 2:04,48 |      |
| 35. | 1   | 2  | Ајман Келзи           | Сирија         | 2:04,60 |      |
| 36. | 1   | 8  | Михајло Чепркало      | БиХ            | 2:05,64 |      |
| 37. | 1   | 7  | Тејмураз Кобакидзе    | Грузија        | 2:06,19 |      |
| 38. | 1   | 1  | Нумане Батахи         | Мароко         | 2:07,54 |      |
| 39. | 1   | 0  | Алдо Кастиљо          | Боливија       | 2:15,38 |      |
| 40. | 1   | 9  | Ноа ел Хулаифи        | Катар          | 2:26,71 |      |

Напомена: КВ - квалификација

## Полуфинала
Полуфиналне трке одржане су 4. августа у послеподневном делу програма, са почетком у 19:04 по локалном времену. Пласман у финале обезбедило је 8 пливача са најбољим резултатима.
Прво полуфинале
| ПЛ. | Стаза | Пливач                | Репрезентација | Време   | Нап. |
| --- | ----- | --------------------- | -------------- | ------- | ---- |
| 1.  | 1     | Чад ле Кло            | Јужна Африка   | 1:54,50 | КВ   |
| 2.  | 4     | Виктор Бромер         | Данска         | 1:54,82 | КВ   |
| 3.  | 5     | Јан Свитковски        | Пољска         | 1:55,42 | КВ   |
| 4.  | 7     | Луис Крунен           | Белгија        | 1:55,49 | КВ   |
| 5.  | 2     | Стефанос Димитријадис | Грчка          | 1:56,31 |      |
| 6.  | 3     | Тајлер Клери          | САД            | 1:56,47 |      |
| 7.  | 8     | Александар Кунерт     | Немачка        | 1:57,29 |      |
| 8.  | 6     | Дејвид Морган         | Аустралија     | 1:58,83 |      |

Друго полуфинале
| ПЛ. | Стаза | Пливач           | Репрезентација | Време   | Нап. |
| --- | ----- | ---------------- | -------------- | ------- | ---- |
| 1.  | 4     | Ласло Чех        | Мађарска       | 1:53,53 | КВ   |
| 2.  | 6     | Масато Сакај     | Јапан          | 1:54,75 | КВ   |
| 3.  | 5     | Даија Сето       | Јапан          | 1:54,95 | КВ   |
| 4.  | 2     | Том Шилдс        | САД            | 1:55,75 | КВ   |
| 5.  | 3     | Леонардо де Деус | Бразил         | 1:56,02 |      |
| 6.  | 1     | Џосеф Скулинг    | Сингапур       | 1:56,11 |      |
| 7.  | 7     | Себастијен Русо  | Јужна Африка   | 1:56,96 |      |
| 8.  | 8     | Грант Ирвин      | Аустралија     | 1:57,94 |      |

Напомена: КВ - квалификација

## Финале
Финална трка пливана је 5. августа са почетком у 17:52 по локалном времену.
| ПЛ. | Стаза | Пливач         | Репрезентација | Време   | Нап. |
| --- | ----- | -------------- | -------------- | ------- | ---- |
|     | 4     | Ласло Чех      | Мађарска       | 1:53,48 |      |
| 2   | 5     | Чад ле Кло     | Јужна Африка   | 1:53,68 |      |
| 3   | 7     | Јан Свитковски | Пољска         | 1:54,10 |      |
| 4.  | 3     | Масато Сакај   | Јапан          | 1:54,24 |      |
| 5.  | 6     | Виктор Бромер  | Данска         | 1:54,66 |      |
| 6.  | 2     | Даија Сето     | Јапан          | 1:55,16 |      |
| 7.  | 1     | Луис Крунен    | Белгија        | 1:55,39 |      |
| 8.  | 8     | Том Шилдс      | САД            | 1:56,17 |      |